# Prova (dret)

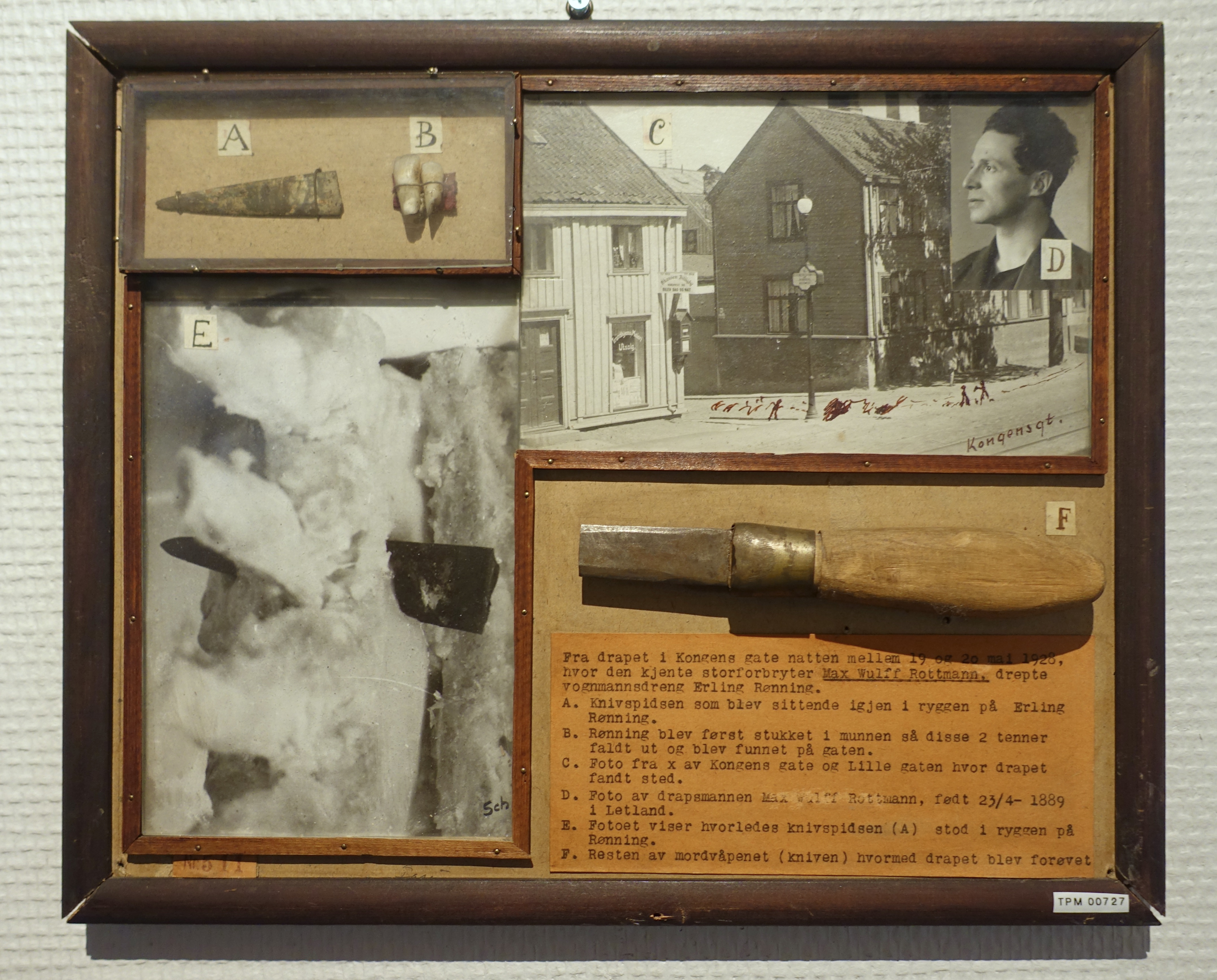
Arma homicida, proves i fotos d'un cas d'assassinat a Trondheim, Noruega 1928. La fulla trencada del ganivet va quedar enganxada a la part posterior de la víctima apunyalada. Exposicions al Museu Nacional de Justícia Penal de Noruega.

Una prova, en dret, és tot motiu o raó aportat al procés pels mitjans i procediments acceptats de la llei per portar-li al jutge al convenciment de la certesa sobre els fets discutits en un procés. Certs experts assignen a la prova la finalitat d'establir la veritat dels fets i no només el convenciment al jutge.
Des d'un punt de vista processal, la prova s'aprecia des de tres aspectes: des de la seva manifestació formal (mitjans de prova), des de la seva manifestació substancial (els fets que es proven) i des del punt de vista del resultat subjectiu (el convenciment en la ment del jutjador). Quant a la primera manifestació els mitjans de prova són els vehicles a través dels quals provem un fet, objecte o circumstància i estan establerts en la llei (testimoniatges, peritatges, inspeccions, etcètera), mentre que la manifestació substancial fa referència als fets que es volen provar a través d'aquests mitjans (existència d'un contracte, comissió d'una infracció, etcètera).
Es poden provar tots els fets, a excepció dels fets negatius substancials i dels fets que són moral i físicament impossibles. En un procés judicial s'han de provar els fets que són objecte de litigi, tenint generalment la càrrega de la prova aquell que ha afirmat un fet que no ha estat admès per la contrapart.

## Definició
Etimològicament, la prova prové del llatí probus que significa bo, honrat, que t'hi pots confiar.
En un altre sentit, la paraula prova pot tenir els següents significats: Acció i efecte de provar. Raó, argument, instrument o un altre mitjà amb que es pretén mostrar i fer patent la veritat o falsedat d'alguna cosa. Indici, senyal o mostra que es dona d'alguna cosa.
Segons Carnelutti i Rocco l'expressió prova té un diferent significat en el llenguatge comú i en el llenguatge jurídic, doncs prova judicial és la comprovació, no dels fets, sinó de les afirmacions, a això podríem agregar que en matèria processal es pot parlar de prova solament quan es tracti de comprovar fets que estan subjectes a contradicció i que no han estat admesos per ambdues parts dins del procés judicial, és per això que té característiques pròpies que la diferencien de la prova en sentit comú.

## Història de les proves judicials
Quant a la seva evolució, es poden diferencia cinc fases o etapes de les proves judicials:
- La fase ètnica
- La fase religiosa
- La fase legal
- La fase sentimental
- La fase científica

### La fase ètnica
Es considera fase ètnica o primitiva a aquella fase dominada per empirismes per arribar a la conclusió sobre l'existència o no de certs fets, procediments que variaven d'acord a cada lloc en què s'aplicaven. Per exemple en la cultura precolombina era el sapa inca o el curaca els qui administraven justícia a través dels seus propis mètodes.

### Fase religiosa
Durant l'apogeu de Grècia i Roma, el dret probatori va aconseguir un desenvolupament científic important que es pot veure representada en els estudis d'Aristòtil, com a Retòrica en la qual es trobava una concepció lògica, aliena de tots els prejudicis d'ordre religiós per valorar la prova. Aquest apogeu va ser interromput per la irrupció del dret germànic, d'una connotació molt més rudimentària i bàrbara que substituïa a la valoració lògica de les proves per mitjans artificials, absurds i basats en la creença d'una intervenció de la divinitat o en la justícia de Déu per a casos particulars. És amb aquesta irrupció amb la qual comença la fase religiosa en la qual predominen les ordalies, els duels judicials i els judicis de Déu, el mateix que les proves de l'aigua i del foc.
Posteriorment aquesta etapa va tenir un influx cada vegada més marcat del dret canònic, a través del com es va abandonant aquells mitjans de prova bàrbars i es va obrint camí cap a la fase legal.

### Fase legal
Es denomina també com a fase de la tarifa legal. Neix com a conseqüència de la falta de preparació dels jutges i com a resposta als mètodes de la fase religiosa. A través de la tarifa legal els papes donaven instruccions detallades sobre el procés canònic i els canonistes havien d'elaborar les regles de valoració de la prova. En aquest sistema la possibilitat que el jutge arribi a una conclusió per si mateix respecte de les proves judicials es va reduir al mínim havent d'aquest complir amb els mandats legals on la llei preveia la forma en què s'havien de valorar les proves. Aquest tipus de sistema donava facultats il·limitades al jutge per obtenir proves de tal manera que li permetia emprar el turment judicial per obtenir la confessió, situació que va portar al fet que s'instaura la Inquisició del Sant Ofici, on el sadisme i el refinament de la crueltat dels ministres de Crist va arribar als màxims extrems.

### Fase sentimental
També cridada fase d'íntima convicció i es va originar amb la Revolució Francesa que va acollir les teories de Montesquieu, Voltaire i els seus seguidors i es va aplicar com a resposta a la fase legal. Aquesta fase es va caracteritzar pel fet de basar les resolucions judicials en una convicció lliure i no subjecta a regles de cap naturalesa per determinar l'existència o no dels fets posats en controvèrsia dins d'un procés. Es va caracteritzar també per ser aplicada per jurats composts per ciutadans comuns. Aquest nou dret es va difondre per Europa solament a mitjan segle XIX. També ha estat criticada per alguns autors, com TRIGUI qui diu que es tractava d'una nova superstició basada en la fe optimista en la infal·libilitat de la raó humana, del sentit comú, de l'instint natural.

### Fase científica
Es basa en l'ús per part del jutge de la sana crítica, que és una operació intel·lectual basada en les regles de la lògica i les màximes de l'experiència. Es diferencia del sistema de l'íntima convicció puix que la sana crítica si està subjecta a pautes per a l'operació intel·lectual del jutge i es diferencia del sistema de la tarifa legal puix que no està subjecta a regles rígides de valoració de la prova que puguin contradir al sentit comú aplicable a cada cas en concret.